# Melicope anomala
Melicope anomala är en vinruteväxtart som först beskrevs av Carl Karl Adolf Georg Lauterbach, och fick sitt nu gällande namn av Thomas Gordon Hartley. Melicope anomala ingår i släktet Melicope och familjen vinruteväxter. Inga underarter finns listade i Catalogue of Life.